# Coreglia Ligure
Coreglia Ligure (ligur nyelven Coëgia) település Olaszországban, Liguria régióban, Genova megyében. Lakosainak száma 257 fő (2023. január 1.). Coreglia Ligure Cicagna, Orero, Rapallo, San Colombano Certénoli és Zoagli községekkel határos.

## Népesség
A település lakossága az elmúlt években az alábbi módon változott:
| Lakosok száma | 272  | 259  | 257  |
|               | 2017 | 2018 | 2023 |